# Emmental
Emmental (dobesedno: dolina Emme) je dolina v zahodni centralni Švici, ki je del kantona Bern. Gre za gričevnato pokrajino, ki obsega porečja rek Emme in Ilfis. Regija je večinoma namenjena kmetovanju, zlasti mlekarstvu. Glavni naselji sta mesto Burgdorf in vas Langnau.

## Geografija
Emmental obsega porečje rek Emme in Ilfis od Hohganta do Burgdorfa in Spodnji Emmental od Burgdorfa do meje kantona Solothurn. Politično ustreza upravnemu okrožju Emmental. Nekdanje okrožje Konolfingen je pogosto tudi vključeno v regijo Emmental. Največja mesta so Burgdorf, Langnau in Sumiswald.
Za pokrajino so značilni travniki in pašniki. Številni griči so v veliki meri pokriti z iglastim gozdom.

## Zgodovina
Jame v kraju Krauchthal so na primer znane iz prazgodovine. V rimskih časih so to območje in del rimske province Germania superior naselili keltski Helveti. Pod cesarjem Dioklecijanom je bila leta 297 nova ustanovljena provinca Maxima Sequanorum in je obstajala do sredine 5. stoletja. Po dolinah Krauch in Biglental so vodile rimske ceste, ki so povezovale okoliška naselja, bernski in solothurnski Mittelland, zaledje Luzerna in Oberlanda z alpskimi prelazi v Valais in severno Italijo.
Alemani so se naselili v obdobju preseljevanja ljudstev. V srednjem veku je bil Emmental v vplivni sferi Zähringerjev, ki so okoli leta 1200 tukaj postavili grad Burgdorf kot vladarski sedež. Njihova suverena oblast je bila šibka, zato so lokalne plemiške družine, zlasti gospodarji Signau, Lützelflüh in Sumiswald od 10. stoletja izkoristili priložnost, da so položili roke na neočiščeno zemljo in začeli s krčenjem. Na novo naseljeni zemlji so upravljali vazali in plemiči ministeriali, ki so zgradili številne stolpe iz lesa in zemlje, ki so služili kot utrdbe in varovali trgovske poti. Leta 1218 je območje od dediščine Zähringerja prišlo h grofom Kyburg in od leta 1273 k habsburški liniji grofov Neu-Kyburg. Leta 1386 je po bitki pri Sempachu, Emmental prešel pod oblast mesta in republike Bern in ostal do leta 1798. Leta 1803 je postal del novoustanovljenega kantona Bern.

## Gospodarstvo
Številne kmetije živijo predvsem od govedoreje. Živina je osnova za proizvodnjo znanega sira ementalca, ki ga še vedno pridelujejo v številnih vaških mlekarnah. Za Emmental so značilne veličastne kmečke hiše z ogromnimi strehami, ki na straneh segajo skoraj do tal. Do 19. stoletja je bil Emmental ena glavnih regij za rejce krav.
Lončarstvo je v Ementalu med najbolj znanimi v Švici. Znana Langnauerska keramika se proizvaja v skoraj nespremenjeni obliki od 17. stoletja. Poleg kmetijskih in obrtnih dejavnosti so se tu od začetka 20. stoletja naselila tudi industrijska podjetja. Zahvaljujoč zgodnjemu razvoju dolin z eno prvih popolnoma elektrificiranih železnic na svetu (od leta 1899), mnogimi hidroelektrarnami in poceni delovno silo je pomembna strojna industrija hitro rasla.
V primerjavi z drugimi območji Švice ima turizem precej skromno vlogo. Nekaj kopališč, razvejana mreža pohodniških poti in številne podeželske gostilne poskrbijo za vikende in dnevne goste. Številni Chilbine ali Kirchweih, nekakšen letni trg s tradicijo, ki sega že stoletja, lahko včasih privabi na tisoče obiskovalcev. 

## Religija
Emmental je zelo pomemben za zgodovino bernskega anabaptizma. Leta 2007 so v uradnem letu obeleževanja počastili usodo anabaptistov v Emmentalu.

## Znamenitosti
- Burgdorf: staro mesto z ulicami, trgi in številnimi zgodovinskimi stavbami, kot so grad Burgdorf, muzej Franza Gertscha, mestna cerkev, Kornhaus in most Wynigen
- Spomeniki: Lueg, hrib z dobro znano razgledno točko in vojaškim spomenikom arhitekta Karla Indermühleja; Lützelflüh, spomenik Jeremiasu Gotthelfu
- Emmentaler – razstavna mlekarna, Affoltern v Emmentalu
- Leseni ločni mostovi - 20 spomenikov v Ementalu[5]
- Lützelflüh s centrom Gotthelf
- Sumiswald s cerkvijo in nekdanjo tevtonsko viteško bolnišnico
- Trachselwald s cerkvijo in gradom Trachselwald
- Trub, lokacija nekdanjega samostana Trub in lokacija filma Die Herbstzeitlosen
- Trubschachen, Fundacija Hasenlehn: Domoznanski muzej s kmečko hišo, Stöckli in Spycher
- Langnau im Emmental: krajevni zgodovinski muzej Chüechlihuus
- Lauperswil, cerkev s steklenimi okni iz leta 1518
- Röthenbach s cerkvijo Würzbrunnen in razglednim stolpom Chuderhüsi

## Galerija
- Langnau v Emmental
- Kmetija «im Lehn» s kaščo v Bärau
- Grad Trachselwald